# 尔觉西乡
尔觉西乡，是中华人民共和国四川省凉山彝族自治州金阳县曾经下辖的一个乡。2021年1月12日，撤销尔觉西乡，原尔觉西乡依伍村2组、4组、5组所属行政区域为百草坡镇的行政区域；曲木德村、甲谷村、来来寨村、地史村、依伍村1组、3组、6组所属行政区域划归天地坝镇管辖。

## 行政区划
尔觉西乡撤销前下辖以下地区：
曲木德村、甲谷村、依伍村、地史村和来来寨村。